# Santos Nereu e Aquileu (título cardinalício)
O título cardinalício dos Santos Nereu e Aquileu (Santi Nereo e Achilleo), foi erigido pelo Papa Evaristo de cerca de 112 e estava presente no sínodo em Roma, em 1 de março de 499. Assumiu o nome dos Santos Nereu e Aquileu no sínodo de 595. Sob o pontificado do Papa Gregório I tornou-se uma diaconia da região XII (Augusto), mas no século VIII reassumiu o estado de título presbiterial.
A igreja titular deste titulus é Santi Nereo e Achilleo.

## Titulares protetores
- Felice Anicio Frangipane (?-483)
- Aconzio (ou Acontio) (492 o 494-?)
- Paolino (494 ou mais tarde – 499)
- Epifanio (499-?)
- Giusto (590-?)
- Grazioso (604?-?)
- Estêvão (964- 980)
- Leão (985-?)
- Amico (oe Arnicus) (1099- circa 1122)
- Pietro (1122- circa 1128)
- Gerardo (ou Geraldo) (1129-?)
- Enrico Moricotti (ou Errico), O. Cist. (1150-1179)
- Bérenger Fredol (1305-1309)
- Bérenger Fredol (1312-1317)
- Regnaud de la Porte (1320-1321)
- Pierre Roger de Beaufort-Turenne (1338-1342)
- Jean de Cros (1371-1376)
- Tomás de Frignano, O.F.M. (1378-1381), in commendam
- Pierre de Cros, O.S.B. (1383-1388), pseudocardeal do Antipapa Clemente VII
- Philip Repington (ou Repyngdon), C.R.S.A. (1408-1434)
- Giovanni Berardi di Tagliacozzo (1440-1444)
- Bernard de La Planche (Planca), O.S.B. Clun. (1440-1446?), pseudocardeal do Antipapa Félix V
- Jean d'Arces (1449-1454), pseudocardeal do Antipapa Félix V

Sede Vacante (1454-1460)
- Burkhard Weisbriach (ou Weissbriach) (1460-1462)

Sede Vacante (1462-1467)
- István Várdai (ou Varda, ou Varada, ou Varas) (1467-1471)
- Giovanni Arcimboldi (1473-1476)
- Giovanni Battista Mellini (1476-1478)
- Cosma Orsini (1480-1481)
- Giovanni de' Conti (1483-1489)

Sede Vacante (1489-1493)
- Giovanni Antonio Sangiorgio (1493-1509)
- Juan de Zúñiga y Pimentel (1503-1504)
- Francesco Alidosi (1505-1506)
- Francisco de Borja (1506-1511)
- Vacante (1511-1517)
- Bonifacio Ferrero (1517-1533)
- Reginald Pole (1537-1540)
- Enrique de Borja y Aragón (1540)
- Roberto Pucci (1542-1544)
- Francesco Sfondrati (1545-1547)
- Vacante (1547-1556)
- Juan Martínez Silíceo (1556-1557)
- Jean Bertrand (1557-1560)
- Luigi d'Este (1562-1563)
- Gabriele Paleotti (1565)
- Giovanni Francesco Morosini (1588-1590)
- Vacante (1590-1596)
- César Barônio (1596-1607)
- Innocenzo Del Bufalo-Cancellieri (1607-1610)
- Pier Paolo Crescenzi (1611-1629)
- Antonio Santacroce (1630-1641)
- Marcantonio Bragadin (1642-1646)
- Cristoforo Vidman, diaconia pro illa vice (1647-1657); titular (1657-1658)
- Baccio Aldobrandini (1658-1665)
- Neri Corsini sênior (1666-1678)
- Flaminio Taja (1681-1682)
- Vacante (1682-1686)
- Girolamo Casanate (1686-1689)
- Leandro Colloredo, C.O. (1689-1705)
- Alessandro Caprara (1706-1711)
- Benedetto Erba-Odescalchi (1715-1725)
- Nicola Gaetano Spinola (1725-1735)
- Vacante (1735-1739)
- Pierre Guérin de Tencin (1739-1758)
- Nicolò Maria Antonelli (1759-1767)
- Lazzaro Opizio Pallavicini (1768-1778)
- Vacante (1778-1782)
- František Herzan von Harras (1782-1788)
- Luigi Valenti Gonzaga (1790-1795)
- Ippolito Antonio Vincenti Mareri (1795-1807)
- Vacante (1807-1816)
- Carlo Andrea Pelagallo (1816-1822)
- Giovanni Francesco Falzacappa (1823)
- Vacante (1823-1829)
- Pietro Caprano (1829-1834)
- Jacobo Monico (1834-1851)
- François Nicholas Madeleine Morlot (1853-1862)
- Giuseppe Luigi Trevisanato (1864-1877)
- Inácio do Nascimento Morais Cardoso (1877-1883)
- Alfonso Capecelatro di Castelpagano, C.O. (1885-1886)
- Gaspard Mermillod (1890-1892)
- Luigi Galimberti (1893-1896)
- Antonio Agliardi (1896-1899)
- Agostino Gaetano Riboldi  (1901-1902)
- Anton Hubert Fischer (1903-1912)
- Vacante (1912-1916)
- Pietro La Fontaine (1916-1921)
- Dennis Joseph Dougherty (1921-1951)
- Celso Constantini (1953-1958)
- William Godfrey (1958-1963)
- Thomas Benjamin Cooray, O.M.I. (1965-1988)
- Bernardino Carlos Guillermo Honorato Echeverría Ruiz, O.F.M. (1994-2000)
- Theodore Edgar McCarrick (2001-2018)
- Celestino Aós Braco, O.F.M.Cap. (2020-)